# Castelnuovo Berardenga
Castelnuovo Berardenga es una localidad italiana de la provincia de Siena, región de Toscana, con 8.848 habitantes.

Ubicación de la ciudad de Castelnuovo Berardenga dentro de la provincia de Siena.

## Evolución demográfica
| Gráfica de evolución demográfica de Castelnuovo Berardenga entre 1861 y 2001 |
|                                                                              |
| Fuente ISTAT - Elaboración gráfica por parte de Wikipedia                    |